# Eberhard Roßdeutscher
Eberhard Roßdeutscher (* 28. Januar 1921 in Weißenfels; † 27. Mai 1980 in Magdeburg) war ein deutscher Bildhauer, Plastiker und Restaurator.

## Leben
Nach seiner Schulzeit erlernte Roßdeutscher von 1937 bis 1940 den Beruf des Steinmetzen und Steinbildhauers bei seinem Vater Max Roßdeutscher in Magdeburg. Sein Vater war von 1926 bis 1929 Leiter der Magdeburger Dombauhütte und schuf bildhauerische Büsten und Medaillen.
In dieser frühen Zeit besuchte Eberhard Roßdeutscher die Schule für Graphik und Gestaltendes Gewerbe Magdeburg. 1946 studierte er an Staatlichen Kunstschule Bremen bei Herbert Kubica und von 1955 bis 1963 war er Gastdozent an der Kunstschule in Magdeburg. Ab 1952 arbeitete er als freischaffender Künstler und schuf Porträt- und Tierplastiken, während er sich ab 1967 Denkmalen und größeren plastischen Ensembles zuwandte.
Ab 1957 initiierte er das einmal je Jahr veranstaltete Bildhauersymposion in Ummendorf im Steinbruch des Ummendorfer Sandsteins, an denen er bis zu seiner Erkrankung im Jahr 1978 stets teilnahm.
Roßdeutscher war Mitglied des Verbands Bildender Künstler der DDR und hatte in der DDR eine bedeutende Anzahl von Einzelausstellungen und Ausstellungsbeteiligungen, u. a. an 1962/1963, 1972/1973, 1977/1978 und 1982/1983 an der Deutschen Kunstausstellung bzw. den Kunstausstellungen der DDR in Dresden.
Roßdeutscher arbeitete vor allem in Bronze, Stein und Terrakotta.
Eberhard Roßdeutschers Sohn ist Wolfgang Roßdeutscher, ein Bildhauer, wie auch sein Vater Max Roßdeutscher.

## Werke im öffentlichen Raum (Auswahl)
Nach Magdalena George gewinnt Eberhard Roßdeutscher in der Auseinandersetzung mit der Plastik unseres Jahrhunderts seinen charakteristischen Stil, was er am überzeugendsten in seinen Kleinplastiken dokumentiert. Seine Themen waren Menschen- und Tierdarstellungen, vor allem in Gruppen.
- Aufbaubeginn, Relief am Bärbogen (1952)
- Flamingogruppe, Bronze, Tierpark Berlin (Friedrichsfelde) (1959)
- Olympischer Gedanke, Bronze, Magdeburger Artur-Becker-Oberschule (1968)
- Mahnmal am KZ Langenstein-Zwieberge, Bronze (1969)[4]
- Lob des Revolutionärs, Kalkstein, Vier Reliefs nach Brechts fünf Lobgedichten (nach Entwürfen von Joachim Jastram). Brückenstraße in Chemnitz (1972)
- Der Fährmann, Kalkstein, Elbuferpromenade Magdeburg, (1972–1974)
- Mahnmal für die Magdeburger Widerstandskämpfer, Bronzerelief und Beton, Steubenpark in Magdeburg (1975)
- Sechs Magdeburger Originale, Bulgarischer Kalkstein, Fischerufer Magdeburg, (1976)
- Telemann und die 4 Temperamente, Bronze (Sockel aus Rochlitzer Porphyr), Magdeburg (aufgestellt 1981)
- Wandgestaltung mit 14 restaurierten Hauszeichen, Buttergasse am Alten Markt in Magdeburg

## Fotogalerie

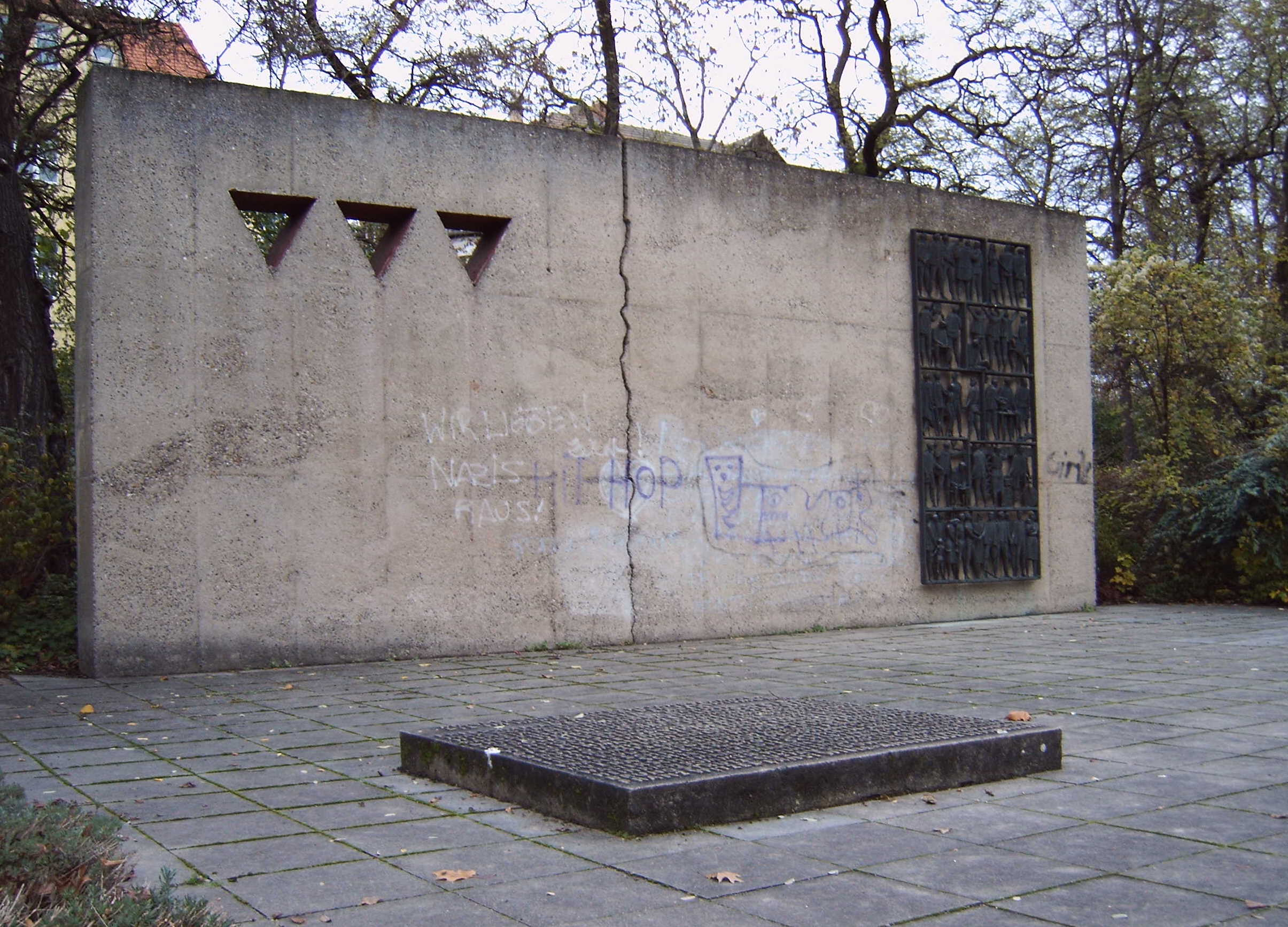
Mahnmal für die Magdeburger Widerstandskämpfer (Magdeburg)
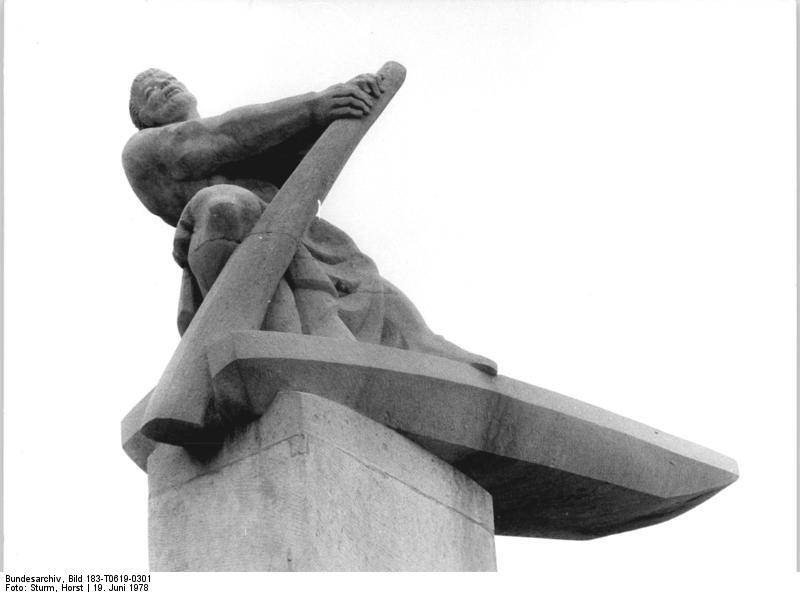
Der Fährmann (Magdeburg)
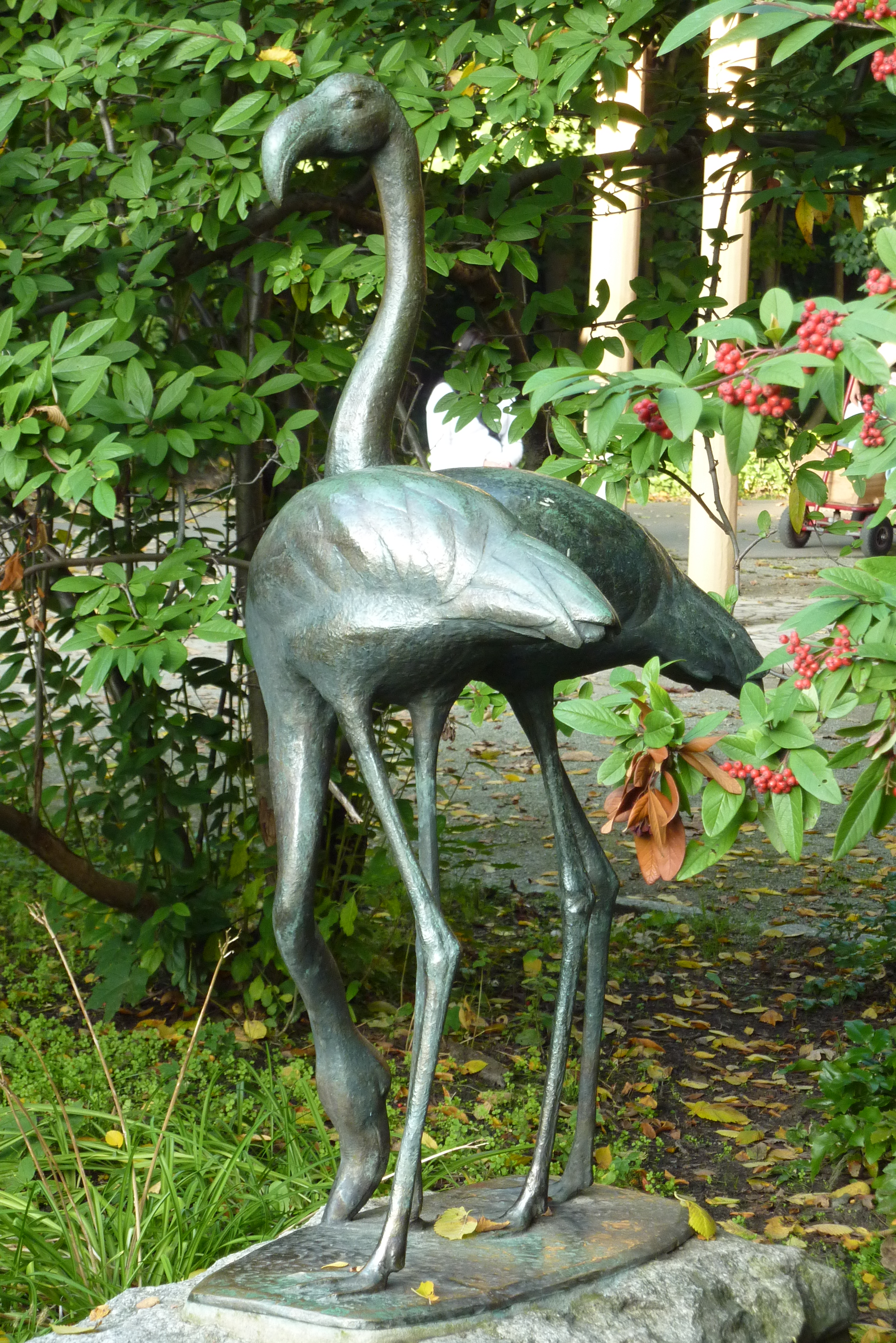
Flamingogruppe (Berlin)
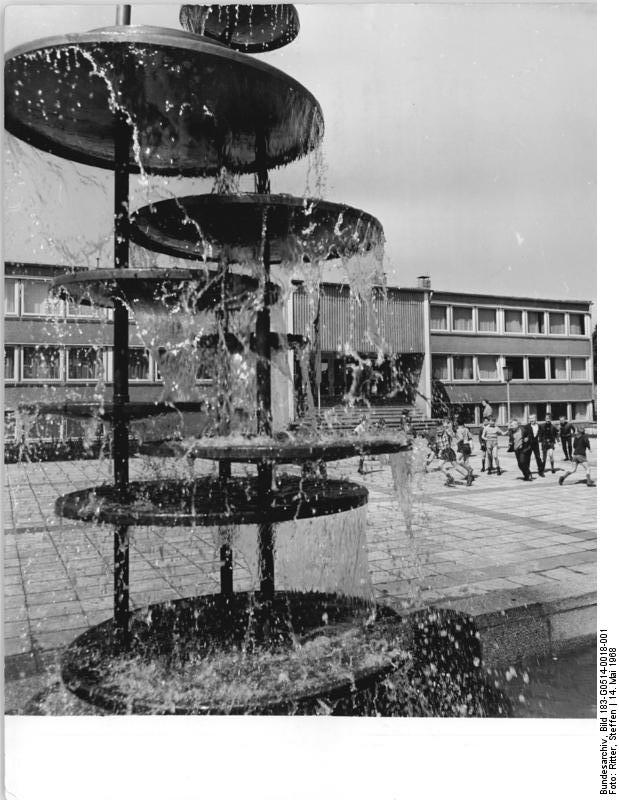
Springbrunnen, (Bronze) Wilhelm-Külz-Straße in Magdeburg
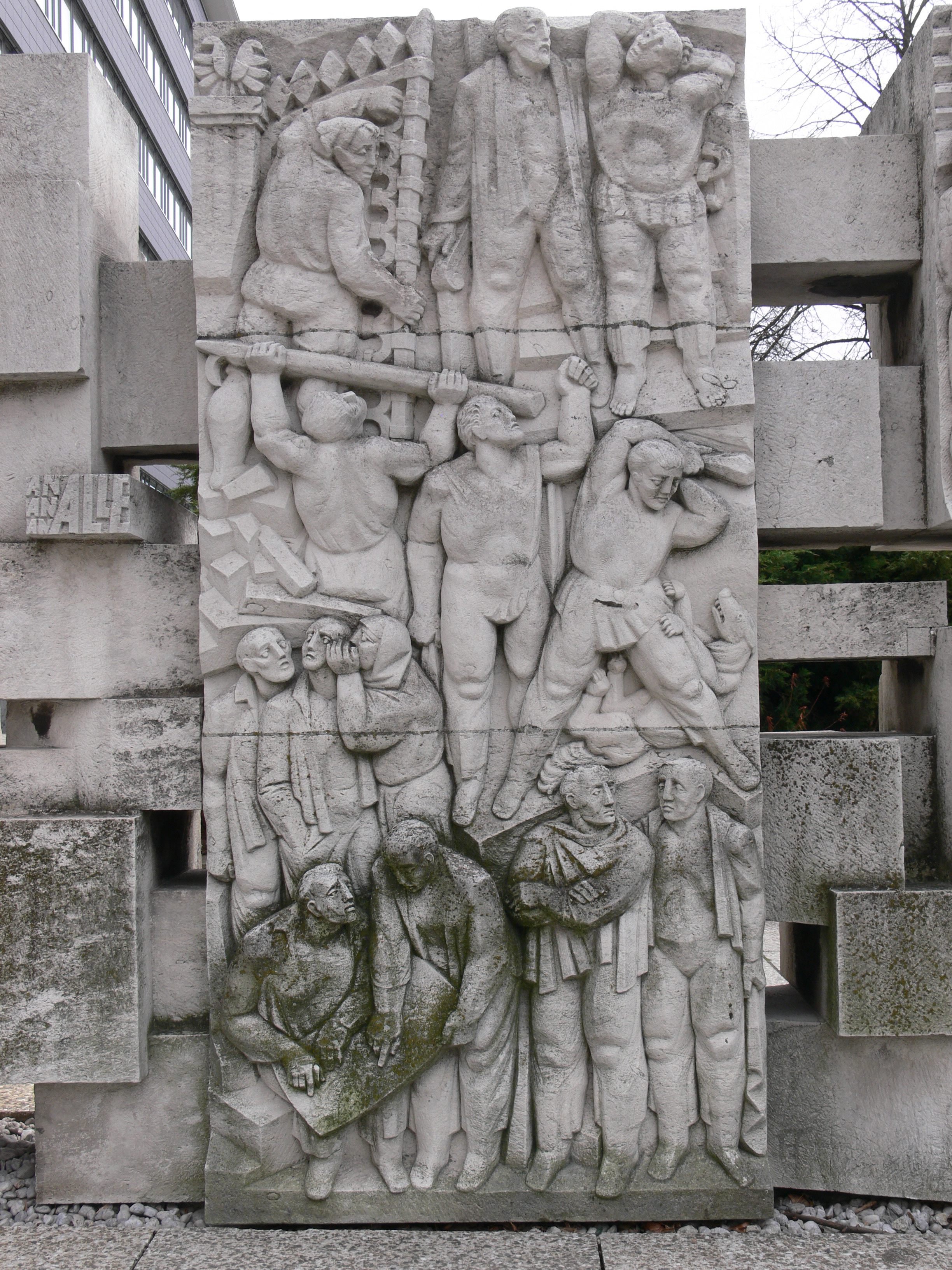
Lob des Revolutionärs, eines von vier Reliefs nach Brechts fünf Lobgedichten (Chemnitz)

## Auszeichnungen
- Erich-Weinert-Preis der Stadt Magdeburg (1965)
- Kunstpreis des Bezirkes Magdeburg (1973)
- Kunstpreis des FDGB (1974)
- Vaterländischer Verdienstorden in Gold (1974)